# Distretto di Çatalpınar
Il distretto di Çatalpınar (in turco Çatalpınar ilçesi) è uno dei distretti della provincia di Ordu, in Turchia.